# 金本真吾
金本 真吾（かねもと しんご、1994年5月16日 - ）は、日本の映像作家、脚本家、映画監督。大阪府大阪市出身。

## 略歴
ビジュアルアーツ専門学校大阪・放送映画学科卒業。個人プロダクションGAGAGA FILM代表。

## 作品

### 映画
- SAD GIRL（2021年）※神戸インディペンデント映画祭2021kobe shortGIGSにて上映[1]  ※杉並ヒーロー映画祭2022ノミネート　※東京神田ファンタスティックフィルムコンペティション2022[2]グランプリノミネート　※第24回ハンブルグ日本映画祭正式招待作品
- BAMBOO DEAD 惨劇の森の犬（2021年）
- 最近、よく死んでます（2021年）※杉並ヒーロー映画祭2021 ザ・ベストヒーロー賞　　　　（最優秀賞俳優賞）[3]                                                          ※東京神田ファンタスティックフィルムコンペティション2021グランプリノミネート　※第23回ハンブルク日本映画祭正式招待作品（ハンブルク日本映画祭賞受賞）
- インディーズ映画の帝王<ショート版> (2021年）
- タケシ5ビート  (2020年）
- ホームレスファミリー (2020年）※48時間映画祭2020Osaka Aグループ観客賞2位。ジャンル賞受賞。
- 愛感染　LOVE of the DEAD　(2020年）
- Blake time　(2020年）※BE KOBE FILM AWARD ネスレ企業特別賞受賞。[4]
- 自粛生活  (2020年）
- チン神様  (2020年）
- 鬼才監督  (2020年） ※ゆうばり映画祭2020インターナショナル・ショートフィルム・コンペティション部門入選。 東京神田ファンタスティックフィルムコンペティション2020入選。ゆうばり国際ファンタセレクション×神戸シアターエート上映。第22回ドイツ・ハンブルク日本映画祭招待作品。[5][6]
- スナックカーマ (2020年） ※シンシネマアワード(作品賞、監督賞、主演男優賞、アンサンブル演技賞、脚本賞、美術&衣装デザイン賞、録音&音響効果賞　グランプリ)ほか7部門受賞。
- ドスチュウ (2020年）
- ドスえもん (2020年）[7][8]※第22回ドイツ・ハンブルク日本映画祭招待作品。ゆうばり国際ファンタスティック映画祭2021 フォービデン・ゾーン正式招待作品。
- おもひで〜夢ならば覚めないで (2019年）
- しーしーまんま (2019年）
- さよならレジーナ (2018年）
- あのえとあの (2018年）
- 鳩撲滅軍赤鬼（2018年）
- ミカさんとオザナリさん (2018年）
- 嗚呼、残酷な世界 (2018年）※カナザワ映画祭2018 期待の新人監督ノミネート、第20回ドイツ・ハンブルク日本映画祭正式招待作品。
- THE GIANT Ant vs Human (2017年）
- LIFT (2017年）
- SUBELIDIE (2017年）
- I'm  (2017年）
- BU LA LINKO (2017年）
- PICASO (2017年）
- ワンダー・ウン・ザ・ランド (2016年）
- 絶望と欲望という名の映画 (2016年）
- Chinese (2016年）
- 廃墟 (2015年）
- スマイル　(2014年）
- グリーンアイド・モンスター (2014年）
- 血ヘドが出るほど愛されたい (2014年）

### MV
- tity「PPPH」
- 地獄パンチ「お好み焼き」
- ねこじま響介「残業30分」